# 平行移动

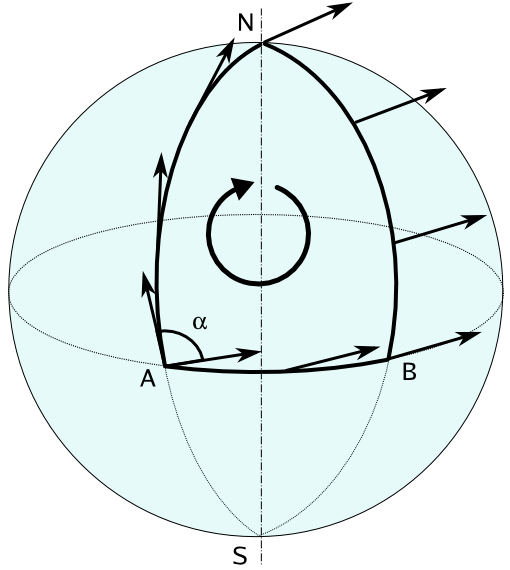
球面上一个向量沿着闭环路平行移动。它转过的角度 ，与环路内部的面积成比例。

在几何中，平行移动（或译平行输运，英文： 或 ）是将流形上的几何数据沿着光滑曲线移动的一种方法。如果流形的切丛上装备有一个仿射联络（一个共变导数或联络），那么联络保证我们可以将流形上的向量沿着曲线移动使得它们关于这个联络保持“平行”。其他联络概念也装备了它们自己的平行移动系统。比如，一个向量场上的科斯居尔联络也允许类似于共变导数一样将向量平行移动。埃雷斯曼或嘉当联络提供了从流形到主丛全空间的“提升曲线”。这种曲线提升方式有时被认为是参考标架的平行移动。
在某种意义上说，关于联络的平行移动提供了将流形的局部几何沿着曲线移动的方法：即“连接”了邻近点的几何。有许多种平行移动的概念，但其中一种特殊方式——以某种方式连接了一条曲线上点的几何——等同于提供了一个联络。事实上，通常的联络概念是平行移动的无穷小类比。反之，平行移动是联络的局部实现。
因为平行移动给出了联络的一种局部实现，它也提供了曲率的一种局部实现（称为和乐）。安布罗斯-辛格定理明确了曲率与和乐的关系。 

## 向量丛上的平行移动
设 M 是光滑流形，E→M 是一个向量丛，其上有共变导数 ∇。设 γ: I→M 是由开区间 I 参数化的一条光滑曲线。{\displaystyle E} 的一个沿着 γ 的截面 X 称为平行，如果
{\displaystyle \nabla _{{\dot {\gamma }}(t)}X=0} 对 {\displaystyle t\in I\ .}
记 P = γ(0) ∈ M，如果我们有 P 点的纤维 EP 中一个元素 e0，而不是一个截面。e0 沿着 γ 的平行移动是把 e0 扩张成 γ 上一个“平行”截面 X。更确切地，X 是 E 沿着 γ 惟一的截面使得：
1. {\displaystyle \nabla _{\dot {\gamma }}X=0}
2. {\displaystyle X_{\gamma (0)}=e_{0}.}

注意到，在一个局部平凡化中（1）定义了一个常微分方程，（2）给出了初始条件。从而由柯西-利普希茨定理保证了解的存在惟一性。
从而联络 ∇ 定义了纤维的元素沿着曲线移动的一种方式，这便给出了沿着曲线上点的纤维之间的线性同构：
{\displaystyle \Gamma (\gamma )_{s}^{t}:E_{\gamma (s)}\rightarrow E_{\gamma (t)}\ ,}
从 γ(s) 上的向量空间到 γ(t) 上的向量空间，这个同构称为与曲线关联的平行移动映射。这样得到的纤维之间的同构一般会取决于曲线的选取；如果与选取无关，那么沿着任何曲线的平行移动都可以用来定义在整个 M 上 E 的平行截面，这当且仅当联络 ∇ 的曲率为 0 。
特别地，沿着一条始于点 x 的闭曲线的平行移动定义了 x 处切空间的一个自同构，这个自同构不一定平凡。由以 x 为基点的所有闭曲线定义的平行移动自同构组成了一个变换群称为  ∇ 在 x 处的和乐群。这个群与 ∇ 在 x 处的曲率有紧密的关系，这便是安布罗斯-辛格和乐定理。

### 由平行移动得到联络
给定一个共变导数 ∇，沿着 γ 的平行移动由积分 {\displaystyle \scriptstyle {\nabla _{\dot {\gamma }}=0}} 得到。反之，如果有一个合适的平行移动概念，那么相应的联络可通过求导获得。这个方法本质上属于Knebelman (1951)，参见Guggenheimer (1977)。Lumiste (2001) 也采取这种方式。
考虑对流形上每条曲线  γ 分配一些映射
{\displaystyle \Gamma (\gamma )_{s}^{t}:E_{\gamma (s)}\rightarrow E_{\gamma (t)}\ ,}
使得
1. {\displaystyle \Gamma (\gamma )_{s}^{s}=Id}，Eγ(s) 的恒同变换。
2. {\displaystyle \Gamma (\gamma )_{u}^{t}\circ \Gamma (\gamma )_{s}^{u}=\Gamma (\gamma )_{s}^{t}\ .}
3. γ 上的 Γ “光滑”依赖于 s 与 t。

在条件 3. 中光滑性的概念有点难以确定（见下面纤维丛平行移动的讨论）。特别地，现代作者（比如 Kobayashi 与 Nomizu）通常将联络的平行移动视为从其它意义下的联络中得来，这样光滑性更容易表述。
尽管如此，给了这样一种平行移动的规则，可以复原 E 上关联的无穷小联络。令 γ 是 M 中一条光滑曲线，起点为 γ(0)，初始切向量 X = γ′(0)。如果 V 是 E 在 γ 上的一个截面，则令
{\displaystyle \nabla _{X}V=\lim _{h\to 0}{\frac {\Gamma (\gamma )_{h}^{0}V_{\gamma (h)}-V_{\gamma (0)}}{h}}=\left.{\frac {d}{dt}}\Gamma (\gamma )_{t}^{0}V_{\gamma (t)}\right|_{t=0}\ .}
这就在 E 上定义了关联于 Γ 的无穷小联络 ∇。从这个无穷小联络我们又重新得到相同的平行移动  Γ。

### 特例：切丛
设 M 是一个光滑流形，则 M 的切丛上一个联络称为仿射联络，确定了一类曲线称为（仿射）测地线(Kobayashi & Nomizu 1996，Volume 1, Chapter III)。一条光滑曲线 γ: I → M 是一条仿射测地线如果 {\displaystyle {\dot {\gamma }}} 是沿着 {\displaystyle \gamma } 的平行移动，即
{\displaystyle \Gamma (\gamma )_{s}^{t}{\dot {\gamma }}(s)={\dot {\gamma }}(t)\ .}
取关于时间的导数，得到更熟悉的形式
{\displaystyle \nabla _{{\dot {\gamma }}(t)}{\dot {\gamma }}=0\ .}

## 黎曼几何中的平行移动
在（伪）黎曼几何中，度量联络是其平行移动保持度量张量的任何联络。即度量联络是任何联络 Γ 使得，对任意两个向量  X, Y ∈ Tγ(s)
{\displaystyle \langle \Gamma (\gamma )_{s}^{t}X,\Gamma (\gamma )_{s}^{t}Y\rangle _{\gamma (t)}=\langle X,Y\rangle _{\gamma (s)}\ .}
取 t=0 的导数，伴随的微分算子 ∇ 必须满足关于度量的乘积法则： 
{\displaystyle \nabla _{Z}\langle X,Y\rangle =\langle \nabla _{Z}X,Y\rangle +\langle X,\nabla _{Z}Y\rangle \ .}

### 测地线
如果 ∇ 是一个度量张量，那么仿射测地线便是通常黎曼几何中的测地线且是局部距离最小曲线。更准确地，首先注意到如果 γ: I → M（这里 I 是一个开区间），是一条测地线，那么{\displaystyle {\dot {\gamma }}} 的模长在 I 中为常数。事实上有
{\displaystyle {\frac {d}{dt}}\langle {\dot {\gamma }}(t),{\dot {\gamma }}(t)\rangle {\bigg |}_{t=0}=2\langle \nabla _{{\dot {\gamma }}(t)}{\dot {\gamma }}(t),{\dot {\gamma }}(t)\rangle =0\ .}
这样，如果 A 是 {\displaystyle {\dot {\gamma }}(t)} 的模长，则在这个度量下，曲线 γ 上“足够接近”的两点 γ(t1) 与 γ(t2) 的距离由
{\displaystyle {\mbox{dist}}{\big (}\gamma (t_{1}),\gamma (t_{2}){\big )}=A|t_{1}-t_{2}|}
给出。上面的公式对不是足够接近的两点可能不成立，因为测地线在整体上可能不是最小曲线，比如可能盘绕在流形上（例如球面）。

## 推广
平行移动可更广泛的定义于其它类型的联络，不一定要定义在向量丛上。一种推广是主丛联络(Kobayashi & Nomizu 1996，Volume 1, Chapter II)。设 P → M 是一个流形 M 上一个以李群 G 为结构群的主丛，主丛联络为 ω。像向量丛一样，P 上一个主丛联络 ω 对 M 上任何曲线 γ 定义了一个映射：
{\displaystyle \Gamma (\gamma )_{s}^{t}:P_{\gamma (s)}\rightarrow P_{\gamma (t)}\ ,}
从  γ(s) 的纤维到 γ(t) 的纤维。这是齐性空间的一个同构：即 {\displaystyle \Gamma _{\gamma (s)}gu=g\Gamma _{\gamma (s)}}，对任何 g ∈G。
更进一步地推广平行移动也是可能的。在 埃雷斯曼联络的情形下，联络取决于切空间“水平提升”这种特殊概念，我们可以定义通过水平提升平行移动。嘉当联络是带有额外结构的埃雷斯曼联络，使得平行移动可想象成沿着流形上一条曲线“旋转”某个模型空间的映射。这个“旋转”称为进化。